# Ahaetulla perroteti
Espèce
Synonymes
- Psammophis perroteti Duméril, Bibron & Duméril, 1854
- Dryophis tropidococcyx Günther, 1858

Statut de conservation UICN

 EN B1ab(iii) : En danger
Ahaetulla perroteti  est une espèce de serpents de la famille des Colubridae.

## Répartition
Cette espèce est endémique des Ghâts occidentaux en Inde.

## Description
Ahaetulla perroteti est une espèce légèrement venimeuse mais généralement inoffensive pour les humains. Elle est vivipare. Lors de leur description les auteurs indiquent que le plus grand spécimen en leur possession mesurait 50 cm dont 13 cm pour la queue. Leur coloration était vert brunâtre avec de petites taches noires. Ces taches n'occupaient que l'un des bords de chaque écaille sur lesquelles elles se trouvaient.

## Étymologie
Son nom d'espèce lui a été donné en l'honneur de M. Perrotet qui a capturé les cinq spécimens analysés.

## Publication originale
- Duméril, Bibron & Duméril, 1854 : Erpétologie générale ou histoire naturelle complète des reptiles. Tome septième. Deuxième partie, p. 781-1536 (texte intégral).